# Nyctiophylax naggai
Nyctiophylax naggai är en nattsländeart som beskrevs av Malicky 1993. Nyctiophylax naggai ingår i släktet Nyctiophylax och familjen fångstnätnattsländor. Inga underarter finns listade i Catalogue of Life.